# Leanne Choo
Leanne Nyuk Lian Choo (chinesisch 周玉蓮 / 周玉莲, Pinyin Zhōu Yùlián; * 5. Juni 1991 in Ashford, Adelaide) ist eine sino-australische Badmintonnationalspielerin.

## Karriere
Leanne Choo gewann 2006 im Alter von 15 Jahren ihren ersten Titel bei den australischen Einzelmeisterschaften, als sie mit Kate Wilson-Smith die Damendoppelwertung gewann. Ein Jahr später siegte im Einzel, 2008 sowohl im Einzel als auch im Doppel. 2010 holte sie sich Bronze bei der Ozeanienmeisterschaft im Mixed mit Chad Whitehead. 2012 wurde sie Ozeanienmeisterin.

## Sportliche Erfolge
| Saison | Veranstaltung                     | Disziplin   | Platz | Name                            |
| ------ | --------------------------------- | ----------- | ----- | ------------------------------- |
| 2006   | Australien: Einzelmeisterschaften | Damendoppel | 1     | Leanne Choo / Kate Wilson-Smith |
| 2007   | Australien: Einzelmeisterschaften | Mixed       | 3     | Mark Prior / Leanne Choo        |
| 2007   | Australien: Einzelmeisterschaften | Dameneinzel | 1     | Leanne Choo                     |
| 2008   | Australien: Einzelmeisterschaften | Dameneinzel | 1     | Leanne Choo                     |
| 2008   | Australien: Einzelmeisterschaften | Damendoppel | 1     | Leanne Choo / Kate Wilson-Smith |
| 2010   | Ozeanienmeisterschaft             | Mixed       | 3     | Chad Whitehead / Leanne Choo    |
| 2010   | Tahiti International              | Damendoppel | 1     | Leanne Choo / Kate Wilson-Smith |
| 2012   | Ozeanienmeisterschaft             | Damendoppel | 1     | Renuga Veeran / Leanne Choo     |
| 2015   | Sydney International              | Mixed       | 1     | Robin Middleton / Leanne Choo   |